# Рабочий класс

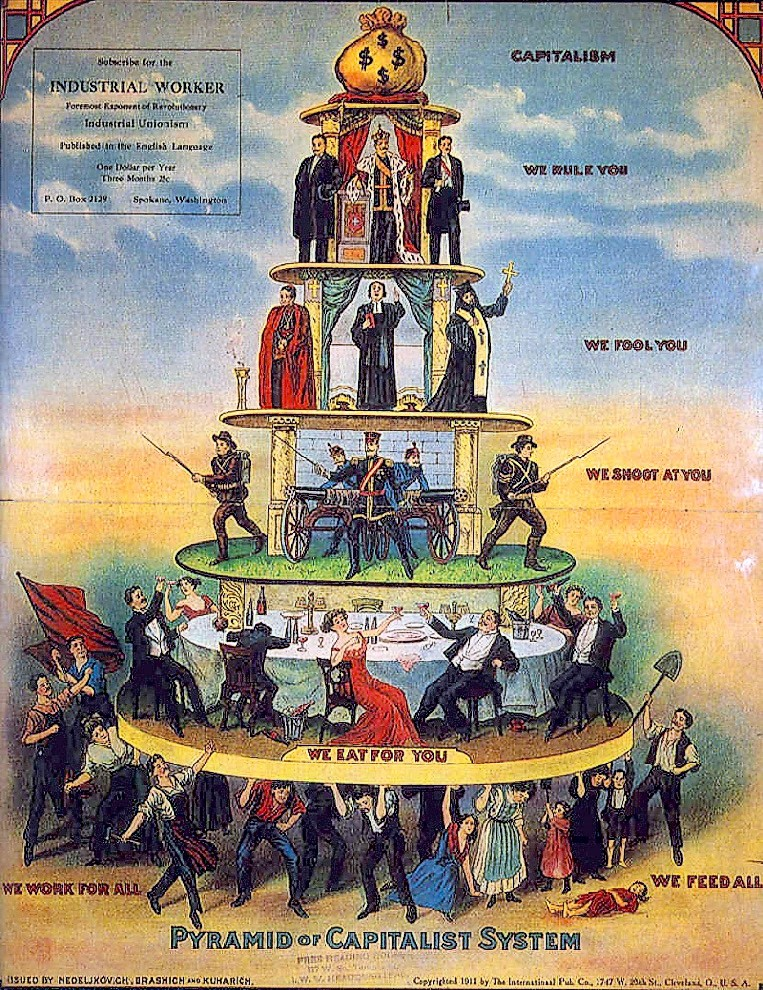
Классы капиталистического общества, сверху вниз:
Дворянство (в том числе и король) — «Мы правим вами»
Духовенство — «Мы одурманиваем вас»
Армия — «Мы стреляем в вас»
Буржуазия — «Мы едим за вас»
Рабочие и крестьяне — «Мы работаем за всех», «Мы кормим всех».

Рабо́чий класс — социальный класс, все наёмные работники, не владеющие средствами производства, живущие лишь продажей своей рабочей силы.
Согласно К. Марксу, главным признаком для отнесения к рабочему классу является то, что рабочий класс создаёт прибавочную стоимость, иными словами, приносит собственнику прибыль, при этом безразлично, является ли труд физическим, а профессия — материально производительной. Например, школьные учителя или врачи, если они работают на частном предприятии, относятся к рабочему классу, и не относятся, если работают не с целью извлечения прибыли в пользу собственника, например, в государственной школе.
Согласно такой широкой трактовке, рабочий класс представляет собой всех работников наёмного труда на капиталистических предприятиях. Согласно узкой трактовке, рабочий класс состоит из «синих воротничков», занятых физическим трудом на предприятиях промышленности, в строительстве, на транспорте, в сельском хозяйстве. В этом смысле к рабочему классу не относят:
- работников сферы услуг и торговли, а также работников промышленности, не занятых физическим трудом (инженеров, бухгалтеров, секретарей), которые образуют группу служащих.
- работников сферы услуг, которые заняты физическим трудом (таксисты, автослесари, официанты, повара, домработницы).

Согласно этому определению, менеджер, являясь наёмным работником, не относится к рабочему классу в узком смысле, поскольку входит в группу управляющих. Фермер, занятый физическим трудом, не является рабочим, поскольку является собственником, работающим на себя. Клерк, как работник нефизического труда, формально не принадлежит к рабочему классу в узком смысле, хотя включается в группу управляемых наёмных работников.
Отмечается, что критерии отнесения к рабочему классу достаточно неопределенны, их применение во многих конкретных ситуациях затруднени, и в результате разные источники относят к рабочему классу разные группы занятий.
Существует мнение, что в настоящее время этот термин скорее обозначает не «класс» в понимании Маркса, с статусную группу Вебера.
Устаревшим и в настоящее время редко используемым названием рабочего класса является пролетариат, полностью лишённый всего, что может быть использовано как капитал, иногда определяемый, как беднейшая и неимущая часть рабочего класса. К пролетариату в начале XX века относили также низшие категории служащих, мелких торговцев. При этом пролетариат может пониматься как полный синоним рабочего класса, либо как более широкий термин.

## История рабочего класса

### Возникновение
В XV—XVI веках цеховая организация ремесла в Западной Европе начала разлагаться. Цеховые мастера из-за увеличения миграции крестьян в города стали опасаться переполнения цехов новыми членами и чрезмерного увеличения конкуренции, и поэтому цехи начали затруднять переход подмастерьев в мастера. Была установлена высокая плата за ученье, длинный срок бытности учеником и подмастерьем, введено требование продолжительных путешествий подмастерьев для усовершенствования в ремесле, что влекло за собой значительные расходы, было установлено требование к подмастерьям предоставить дорогое пробное изделие (шедевр) приёмной комиссии цеха для получения статуса мастера. Наконец звание мастера приобрело наследственный характер и в число мастеров стали приниматься лишь сыновья прежних мастеров или лица, вступавшие в брак с их дочерьми и вдовами. Все это привело к тому, что значительная часть подмастерьев была вынуждена оставаться всю жизнь в положении наёмных рабочих у мастеров. Эта группа подмастерьев и образовала впервые класс свободных наёмных рабочих. С течением времени образуются «братства подмастерьев» (компаньонажи), объединявшие ремесленных рабочих и стремившиеся улучшить положение своих членов при помощи стачек.
Дальнейшее развитие рабочего класса происходит с обезземелеванием крестьян, появлением крупного производства и изобретением машин. С XV века в Англии начинается процесс обезземеления крестьян (огораживания), несколько позднее подобные процессы происходят в Германии и других странах Западной Европы, вследствие чего множество сельских жителей переселялись в города, увеличивая там предложение труда.
Ремесленный цеховой строй постепенно вытеснялся в XVI—XVII веках домашней формой крупного производства — торговцы, сосредоточивавшие в своих руках сбыт ремесленных изделий, выдавали ремесленникам денежные задатки, сырьё, орудия в обмен на обязательство передавать им все изготовленные изделия. Так ремесленники превращались в наёмных рабочих, производящих у себя на дому товары по заказу купцов-капиталистов. В XVII—XVIII веках капиталисты начинают основывать мануфактуры, использующие труд наёмных рабочих. Но значительная часть мелких производителей в области обрабатывающей промышленности продолжала работать самостоятельно у себя дома и сбывать изделия на местном рынке.
Промышленная революция, начавшаяся в конце XVIII века, применение машин в производстве дали крупным производителям такие преимущества и выгоды в издержках производства, что ремесленникам трудно уже было с ними конкурировать. Разорившиеся ремесленники бросали своё ремесло и превращались в наёмных фабричных рабочих. Число наёмных рабочих быстро возрастало благодаря миграции крестьян в города.

### Положение рабочего класса в XIX — начале XX веков
«Как, например, живёт рабочий народ в Манчестере? Рабочие, занятые на хлопчатобумажных фабриках, встают в 5 часов утра, работают на фабрике с 6 до 8 часов, потом… пьют жидкий чай или кофе с небольшим количеством хлеба… и вновь работают до 12 часов, когда дается часовой перерыв на обед, состоящий обычно из варёного картофеля у тех, кто получает низшую заработную плату… Те, кто получает высшую заработную плату, присоединяют к этому мясо — по крайней мере, три раза в неделю. По окончании обеда они вновь работают на фабрике до 7 часов вечера или позже, затем вновь пьют чай, часто с примесью спирта и с небольшим количеством хлеба. А некоторые второй раз едят вечером картофель или овсянку… Питающееся таким образом население живёт скученной массой в домах, отделенных узкими, немощеными, зараженными улицами, в атмосфере, пропитанной дымом и испарением большого мануфактурного города. А в мастерских они работают в течение 12 часов в день в расслабляющей, разгоряченной атмосфере, часто насыщенной пылью от хлопка, с нечистым воздухом от постоянного дыхания или от других причин, — будучи при этом заняты делом, поглощающим внимание и требующим неослабной затраты физической энергии в соперничестве с математической точностью, беспрестанным движением и неистощимой силою машины… Домашним хозяйством рабочие пренебрегают, домашний уют им неизвестен… помещения грязные, неуютные, непроветривающиеся, сырые…»
(описание 1851 г.)

Быстрая урбанизация и рост числа наёмных рабочих чрезвычайно обострили социальные проблемы. Пока центры фабричного производства были относительно небольшими, городской житель мог в дополнение к заработку на фабрике обрабатывать огород, а в случае потери работы наняться на ферму. Но с ростом городов таких возможностей становилось всё меньше. Мигрировавшим в города крестьянам приходилось с трудом приспосабливаться к непривычным условиям городского быта. Как заметил Ф. Бродель, «жить в городе, лишиться традиционной поддержки огорода, молока, яиц, птицы, работать в огромных помещениях, терпеть малоприятный надзор мастеров, повиноваться, не быть более свободным в своих передвижениях, принять твёрдо установленные часы работы — все это в ближайшем будущем станет тяжким испытанием».
На протяжении XIX — начала XX веков жилищные условия большинства наёмных рабочих не отвечали элементарным санитарно-гигиеническим требованиям. В большинстве случаев их жилища были перенаселены. Если под перенаселением понимать проживание в каждой комнате, включая кухню, более двух человек, то в перенаселённых квартирах обитали: в Познани — 53 %, в Дортмунде — 41 %, в Дюссельдорфе — 38 %, в Ахене и Эссене −37 %, в Бреслау — 33 %, в Мюнхене — 29 %, в Кёльне — 27 %, в Берлине — 22 % рабочих. Были перенаселены 55 % квартир в Париже, 60 % в Лионе, 75 % в Сент-Этьене. Была также распространена «сдача коек постояльцам», практиковавшаяся семьями, снимавшими квартиры. В Лондоне встречались объявления о сдаче части комнаты, причём мужчина, работавший днём, и девушка, работавшая прислугой в гостинице ночью, должны были пользоваться одной постелью. Современники в середине XIX века писали, что в Ливерпуле «от 35 до 40 тысяч населения живёт ниже уровня почвы — в погребах, не имеющих вовсе стока…».
До изобретения газового освещения продолжительность рабочего дня на предприятиях зависела от естественного освещения, но с появлением газовых горелок фабрики получили возможность работать в ночное время. Во Франции многие бумагопрядильные фабрики в 1840-х годах установили рабочий день в пределах 13,5—15 часов, из которых на отдых выделялось по получасу три раза за смену. На английских фабриках в 1820—1840-х годах рабочий день за вычетом трёх перерывов для приёма пищи (1 час на обед и по 20-30 минут на завтрак и ужин) длился 12—13 часов. Распространённой становилась работа по воскресным дням.
В промышленности начал массово использоваться женский труд и впервые в истории множество женщин начало трудиться вне дома. При этом на текстильных фабриках мужчины работали надзирателями и квалифицированными механиками, а женщины обслуживали прядильные и ткацкие станки и получали меньшую зарплату, чем мужчины. Внедрение машин позволяло использовать элементарно обученных, малоквалифицированных работников и поэтому повсеместным явлением также стал дешёвый детский труд. В 1839 году 46 % фабричных рабочих Великобритании не достигли 18-летнего возраста. Официально признавалось: «Бывают случаи, что дети начинают работать с 4-х лет, иногда с 5, 6, 7 и 8 лет в рудниках».
Социальные протесты, проснувшееся чувство «социального стыда» за бедствия трудящихся, стремление уменьшить политическую нестабильность заставляли политиков выступать в поддержку разработки социальных программ для неимущих, государственного регулирования отношений между трудом и капиталом.

### Борьба рабочих за свои права

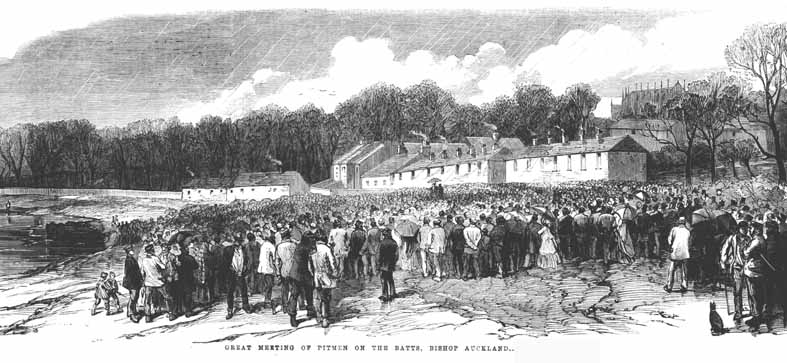
Забастовка шахтёров в Дареме, Англия (1863).

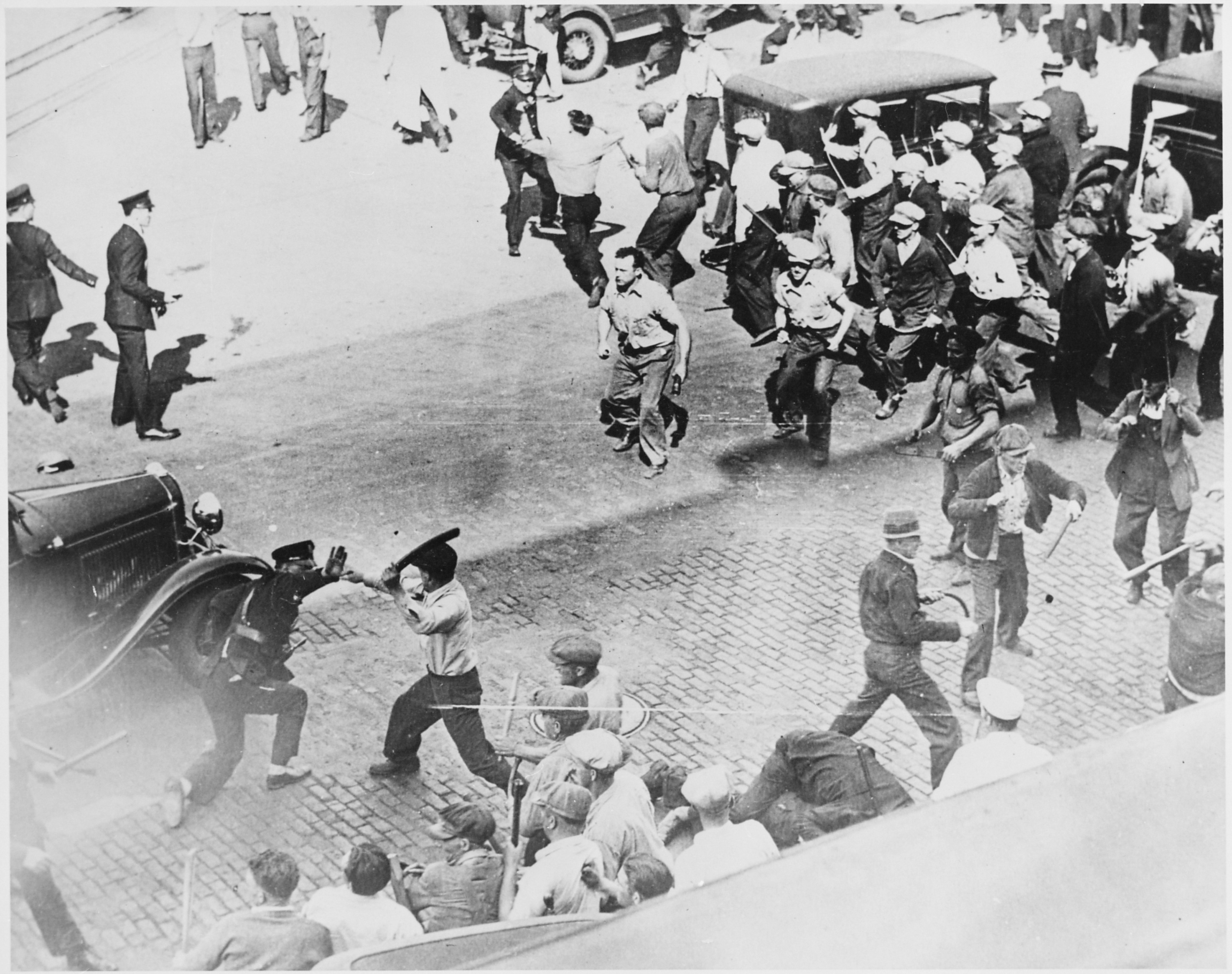
Столкновения бастующих рабочих с полицией во время стачки профсоюза водителей грузовиков в Миннеаполисе в июне 1934 года.

Во Франции, Великобритании и других странах уже в конце XVIII века появилось стремление рабочих к образованию профсоюзов. Однако этим объединения противодействовало законодательство, запрещавшее всякого рода соединения и сходки рабочих для преследования общих интересов под страхом уголовного наказания (во Франции — постановление национального собрания 17 июня 1791 года, в Великобритании — запрещение коалиций законом 1800 года, в Пруссии — постановления промышленного устава 1845 года). Союзы рабочих стали организоваться тайно. В конце XVIII и первой половине XIX веков недовольство рабочих своим положением приводило к многочисленным стачкам и беспорядкам, сопровождавшимся грабежами и разрушением. Рабочие в то время считали причиной своего обнищания машины и фабрики и обращали против них свою ненависть. К таким волнениям относится, например, движение луддитов в Великобритании, беспорядки во Франции в 1830-х и 1840-х годах, беспорядки в Силезии в 1844 году и др.
Первым организованным рабочим движением с политическими требованиями можно считать чартизм в Великобритании 1837—1848 годов. Чартисты требовали предоставления рабочим избирательного права. Постепенно законодательные запрещения рабочих организаций были отменены (Великобритания — 1825 год, Франция — 1864 год, Германия — 1867 год).
В классовой борьбе рабочих появляются два течения — экономическое и политическое. С одной стороны рабочие объединялись в профсоюзы и устраивали стачки для повышения заработной платы и улучшения условий труда, а, с другой стороны, сознавая себя особым социальным классом, они стремились влиять на ход политической жизни своих стран для принятия законодательства, защищающего их права, и проведения социальных реформ. При этом среди рабочих стали распространяться социалистические и коммунистические, а также анархистские идеи. Наиболее радикальные сторонники этих идей призывали к социальной революции. Первым крупным революционным выступлением рабочего класса стало восстание 23—26 июня 1848 года в Париже.
Ещё в 1840 году был основан международный тайный «Союз справедливых» с центральным органом в Лондоне. В скором времени этот союз переименовывается в «Союз коммунистов» и принял в качестве своей программы изданный Марксом и Энгельсом «Манифест коммунистической партии» (1847). Но этот союз просуществовал недолго и распался в 1852 году. В 1864 году образовался Первый интернационал (Международное товарищество трудящихся). Во второй половине XIX века в разных странах Европы и Америки начали возникать массовые социал-демократические партии, отстаивающие интересы рабочих.

### Рабочий класс в XX веке в капиталистических странах

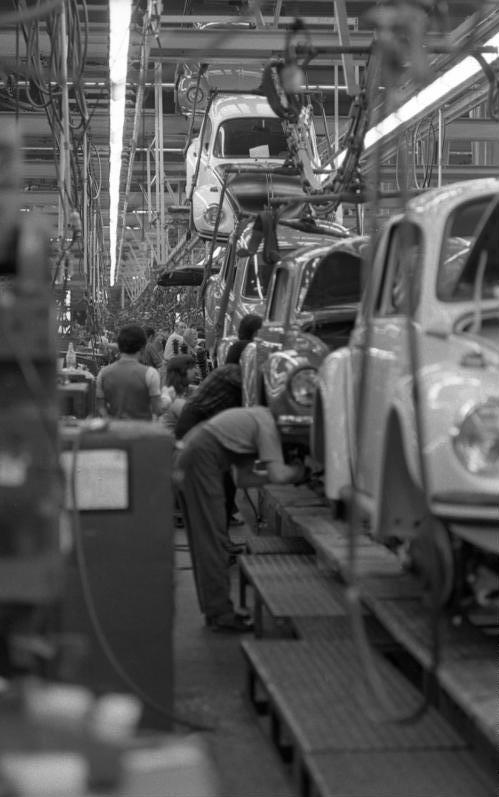
Рабочие на конвейере завода Volkswagen в Вольфсбурге, ФРГ (1973).

В развитых капиталистических странах рабочий класс добился после Первой мировой войны введения всеобщего избирательного права, 8-часового рабочего дня, признания практики коллективных договоров, принятия более прогрессивного социального законодательства.
Численность промышленного рабочего класса продолжала расти. Значительно уменьшился по сравнению с довоенным периодом разрыв в оплате квалифицированного и неквалифицированного труда.
В 1940—1950-е годы в наиболее развитых странах наступила эпоха научно-технической революции, в результате которой происходит трансформация индустриального общества в постиндустриальное. Меняется структура трудовых ресурсов: уменьшается доля физического и растёт доля умственного высококвалифицированного и творческого труда.

### Рабочий класс в XX веке в социалистических странах
В РСФСР во время Гражданской войны произошёл отток рабочих из голодающих городов в деревни за пропитанием. К 1921 году численность промышленных рабочих составляла лишь около 50 % от уровня 1913 года.
В период НЭПа (1921-28) численность фабрично-заводских рабочих в СССР выросла, однако их жизненный уровень улучшался медленно, а иногда и ухудшался в связи с закрытием нерентабельных предприятий, безработицей. В этот период в СССР произошли сотни стачек и других трудовых конфликтов.
Коллективизация сельского хозяйства и индустриализация в конце 1920-х — начале 1930-х годов сопровождались массовой миграцией крестьян в города и ростом численности рабочих. Государство развернуло сеть профтехучилищ для молодых рабочих, поощряло ударничество, стахановское движение. Рабочие пользовались привилегиями при поступлении в высшие учебные заведения, в первую очередь обеспечивались санаторными путёвками. Выходцы из рабочих преобладали на руководящих постах в партийных и государственных органах.

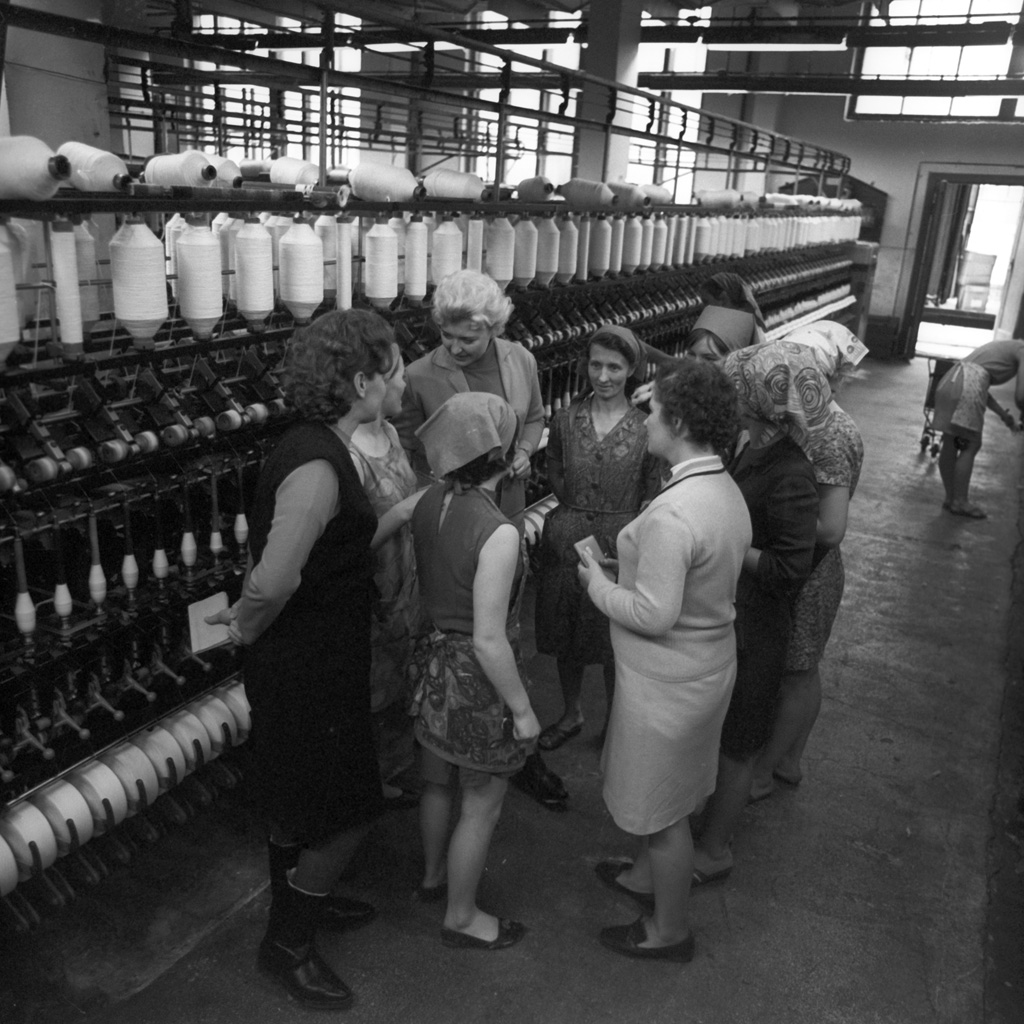
Львовская хлопкопрядильная фабрика. Секретарь Красноармейского райкома партии города Львова Ия Алаева (в центре) и работницы фабрики, 1970 г.

В СССР и других странах «социалистического лагеря» в середине 1950-х — 1970-е годы изменения норм выработки и расценок, увеличение цен на продовольственные товары вызывали отдельные спонтанные забастовки рабочих, которые в условиях их фактического запрета выливались в столкновения с правоохранительными органами, а иногда и в политические кризисы (рабочие волнения в Пловдиве весной 1953 года, волнения в июне 1953 г. в ГДР после стачки берлинских рабочих, рабочие волнения в Пльзене в июне 1953 года, забастовки и демонстрации рабочих в Познани в июне 1956 года, Новочеркасские события в СССР в 1962 году). В ходе Венгерского восстания 1956 года возникли рабочие советы, развернувшие борьбу с правящим режимом и выступавшие с требованиями производственной демократии. В ПНР резкое увеличение цен в декабре 1970 — январе 1971 года вызвало волну забастовок, резкое повышение цен на некоторые товары широкого потребления в июне 1976 года вызвало новую волну забастовок и протестных действий, а волнения лета 1980, переросшие в общенациональную стачку, заставили власти согласиться с созданием независимого профсоюза «Солидарность».
В СССР в период перестройки в конце 1980-х годов забастовки рабочих с широким спектром политических и экономических требований стали частым явлением. Законом СССР «О порядке разрешения коллективных трудовых споров (конфликтов)» от 9.10.1989 было официально признано право на забастовку.

### Рабочий класс в XXI веке
К XXI веку в результате процесса деиндустриализации значительно сократилась доля промышленности в ВВП и ещё более сократился удельный вес занятых в промышленности. В среднем по миру на промышленность приходится 28 % от ВВП, а доля занятых в этой отрасли экономики составляет 21 %, в развитых странах эти показатели значительно ниже.
За вторую половину XX века численность рабочего класса в развитых странах сократилась более чем на 40 %. Критерии разграничения рабочего класса с другими социальными группами, его место в социальной структуре современного западного
общества с трансформаций социальноэкономических отношений в условиях развития постиндустриального мира изменяются и подвергаются пересмотру. В современной социологии отсутствует единое общепринятое понятие рабочего класса.
Следует учитывать, что в настоящее время перестройка отраслевой структуры экономики развитых
стран сопровождается разделением рынка труда на различные сегменты. Становится всё больше тех, кто работает по краткосрочным контрактам, заняты временной работой или работают неполный рабочий день. Их называют прекариатом.
Существует мнение, что создающий материальные продукты физический труд нисколько не утратил своей значимости, поскольку именно физический труд рабочих составляет основу мирового производства; и именно являющийся товаром наёмный труд создаёт прибавочный продукт и овеществлённую в этом прибавочном продукте прибавочную стоимость, из которой берётся доход непроизводительных классов общества, и таким образом именно рабочий класс своим трудом держит весь цивилизованный быт современного общества.

#### Рабочий класс в XXI веке в развивающихся странах
К настоящему времени доля рабочих «Глобального юга» среди всех рабочих мира выросла до 80 %. Причиной переноса промышленного производства из развитых стран в развивающихся является как низкий уровень оплаты труда в развивающихся странах, так и гибкость рабочей силы и способность рабочих к интенсивной работе в этих странах. По словам Чарльза Дахиг и Кита Брэдшера из «Нью-Йорк Таймс»:

Один бывший топ-менеджер рассказал, как Apple заставила китайскую фабрику изменить процесс производства iPhone всего за несколько недель до старта продаж. В последний момент Apple изменила дизайн экрана, из-за чего пришлось пересобрать производственную линию. Новые экраны стали поступать на завод около полуночи. По словам менеджера, бригадир тут же разбудил 8 000 рабочих в заводских общежитиях. Каждому рабочему выдали галету и чашку чая и направили на рабочее место. Через полчаса началась двенадцатичасовая смена, и рабочие принялись вставлять экраны в скошенные рамки. Через 96 часов этот завод выпускал 10 000 смартфонов в день.

В КНР в начале 1980-х годов одним из результатов повышения продуктивности сельского хозяйства стало появление «избыточной рабочей силы в сельской местности». Когда в конце 1980-х годов и особенно в начале 1990-х годов увеличились государственные инвестиции во многих проектах в области инфраструктуры и городского строительства, а иностранные инвесторы начали инвестировать в китайские промышленные предприятия, то миллионы китайских крестьян (в основном молодёжь) покинули деревни, чтобы найти работу и в городах. Желающим уехать из деревни в город на заработки требуется получить разрешение на временное проживание в городе. Такие рабочие-мигранты называются «мингонг», «крестьяне на работах». В отличие от постоянных жителей городов, они не могут обращаться во многие социальные службы города. В 2006 году «мингонг» составляли 57,5 процента всех занятых в промышленности. В текстильной промышленности на их долю приходилось до 70 до 80 процентов работников, в строительстве — 80 процентов, в химической промышленности и в горнодобывающей промышленности — 56 процентов.

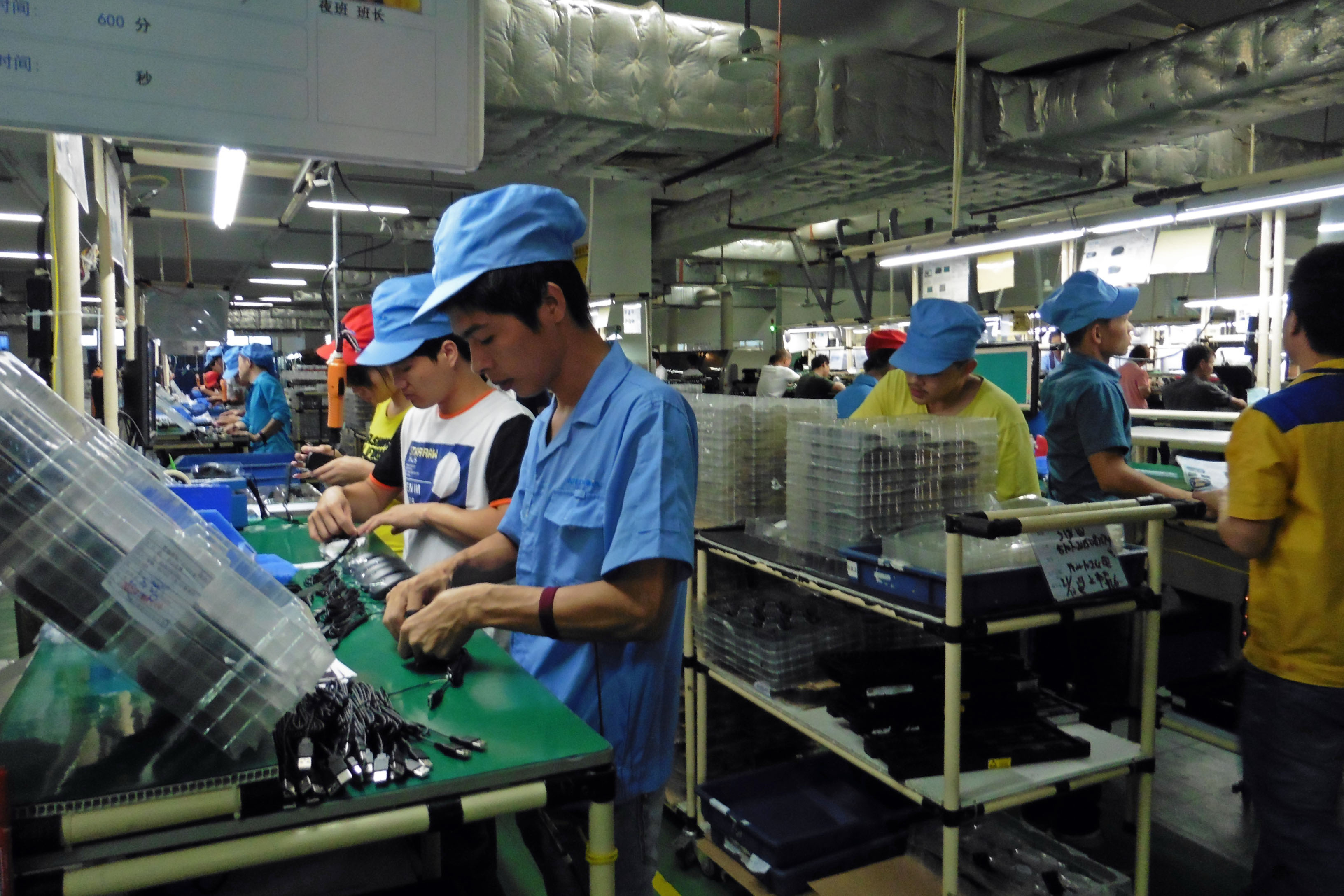
Рабочие на предприятии по сборке компьютеров в городе Чжухай, КНР

На заводах и стройках КНР рабочие часто работают по десять-двенадцать часов в день, а многие «мингонг» работают ещё и сверхурочно, потому что их обычная зарплата не позволяет им посылать деньги семье. На некоторых предприятиях рабочие работают семь дней в неделю без выходных, на других у них есть лишь один выходной в месяц. Это является нарушением трудового законодательства КНР, но власти зачастую бездействуют, не желая отпугнуть инвесторов и поставить под угрозу прибыль местных капиталистов.
Изнурительная работа, отсутствие выходных, недосыпание, устаревшее оборудование, отсутствие инструктажа, прямое игнорирование требований безопасности в угоду производительности приводят к большому количеству травм и смертей на производстве.
Не более 40 процентов «мингонг» в частных компаниях имеют официальные трудовые договоры с работодателями. Соответственно, большинство из них не имеют медицинского и пенсионного страхования.
Серьёзной проблемой остаётся задержки и невыплаты заработной платы. Исследования Национального статистического бюро КНР в 2006 году показало, что из 30000 опрошенных рабочих 20 процентов получают свою заработную плату с задержками или получают лишь частичные выплаты. В среднем рабочим приходилось ждать четыре месяца до получения зарплаты. До тех пор пока работодатель предоставляет им жильё и питание, «мингонг» продолжают работать, даже если заработную плату им задерживают.
От 75 до 80 процентов «мингонг» живут в общежитиях, в комнатах размером 26 квадратных метров, в среднем по 12 человек в комнате.
В швейной промышленности Бангладеш, продукция которой продаётся под различными известными брендами во всём мире, 85 % трудящихся — женщины. Они работают до 16 часов в сутки за крайне низкую заработную плату. На швейных фабриках Бангладеш применяется и детский труд.
В 2010 году в Бангладеш произошли массовые протесты рабочих швейной промышленности, требовавших увеличить минимальную заработную плату. Правительство страны договорилось с компаниями о том, что её размер будет повышен с 1660 до 3000 така (34 евро) в месяц. Повышение заработной платы должно было вступить в силу в ноябре 2010 года, однако владельцы текстильных предприятий отказались его выполнять. В результате начались забастовки, в городе Газипур более пяти тысяч бастующих рабочих перекрыли почти все основные улицы в этом городе, а также заблокировали трассу, ведущую в столицу страны, Дакку. Протесты рабочих текстильных фабрик, вызванные отказом увеличить им минимальную оплату труда, прошли также в Читтагонге и Дакке. Полиция, чтобы предотвратить разгром ткацких фабрик бунтующими, открыла по ним огонь на поражение. В результате четыре человека погибли, более ста получили ранения.

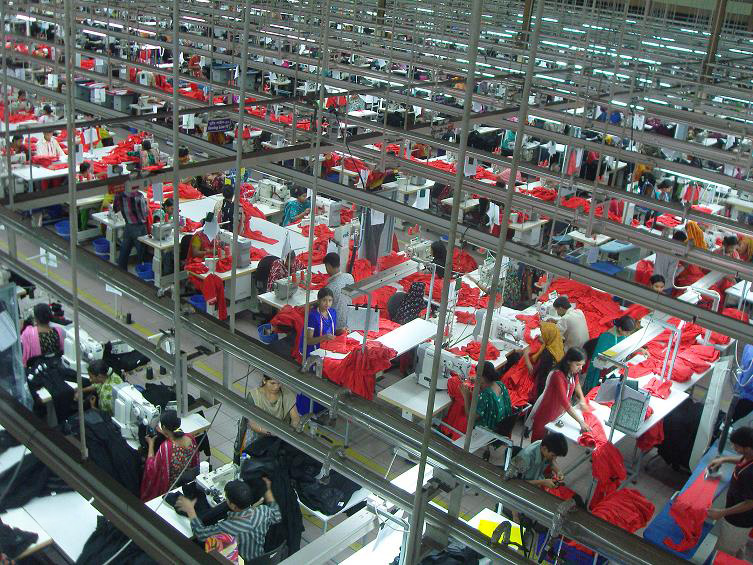
Швейная фабрика в Бангладеш

В 2012 году триста швейных фабрик в Бангладеш приостановили работу из-за протестов рабочих, требующих повышения заработной платы. Акции протеста, часто переходящие в беспорядки и столкновения рабочих с полицией, продолжались в стране на протяжении нескольких дней. После того, как переговоры владельцев фабрик с протестующими зашли в тупик, было принято решение о закрытии предприятий (локаут).
В декабре 2016 года на текстильных фабриках Бангладеш снова прошли забастовки с требованием повышения заработной платы, после чего свыше 40 профсоюзных активистов были арестованы. Законодательство Бангладеш позволяет обвинить их за организацию забастовок в «саботаже».